# Geografia do Espírito Santo
Geografia do Espírito Santo é o conjunto de fenômenos naturais que ocorrem no estado brasileiro do Espírito Santo. A área territorial do estado é de 46 184,1 km², localiza-se a oeste do Meridiano de Greenwich e ao sul da Linha do Equador, com fuso horário de menos três horas em relação à hora mundial GMT. O estado integra a região Sudeste brasileira, fazendo divisa com os estados de Minas Gerais, Bahia e Rio de Janeiro. É banhado pelo oceano Atlântico.
Cerca de 40% do território do estado encontra-se em uma faixa de planície, porém a variação das altitudes é bem grande. Seu relevo apresenta-se dividido em três regiões distintas: A Baixada Espírito-santense, a Serra do Castelo e a Serra do Caparaó na qual fica o Pico da Bandeira, que com 2.892 m é o terceiro ponto mais alto do Brasil e o primeiro ponto mais alto do Brasil Central. O Pico da Bandeira fica localizado no município capixaba de Ibitirama. O clima predominante é o tropical de Altitude do tipo Cwb.
O bioma (dominío morfoclimático) do estado são os chamados "Mares de Morros" caracterizados pela vegetação tropical, em climas mais amenos, formados por serras fortemente erodidas. Cerca de 40% do território é composto por uma extensa planície litorânea (Planícies e Tabuleiros Costeiros), predominando no interior as serras (Serras e Planaltos de Leste-Sudeste). Os principais rios capixabas são o Rio Doce, o São Mateus, o Itaúnas, o Itapemirim e o Jucu. Os cinco integram as Bacias Costeiras do Sudeste.
O clima é tropical litorâneo úmido, influenciado pela massa de ar tropical atlântica. As chuvas concentram-se no verão. A temperatura média varia entre 22°C e 24°C, e a pluviosidade, entre 1.000 mm e 1.500 mm anuais. A Mata Atlântica recobria originalmente a maior parte do Espírito Santo.

## Relevo

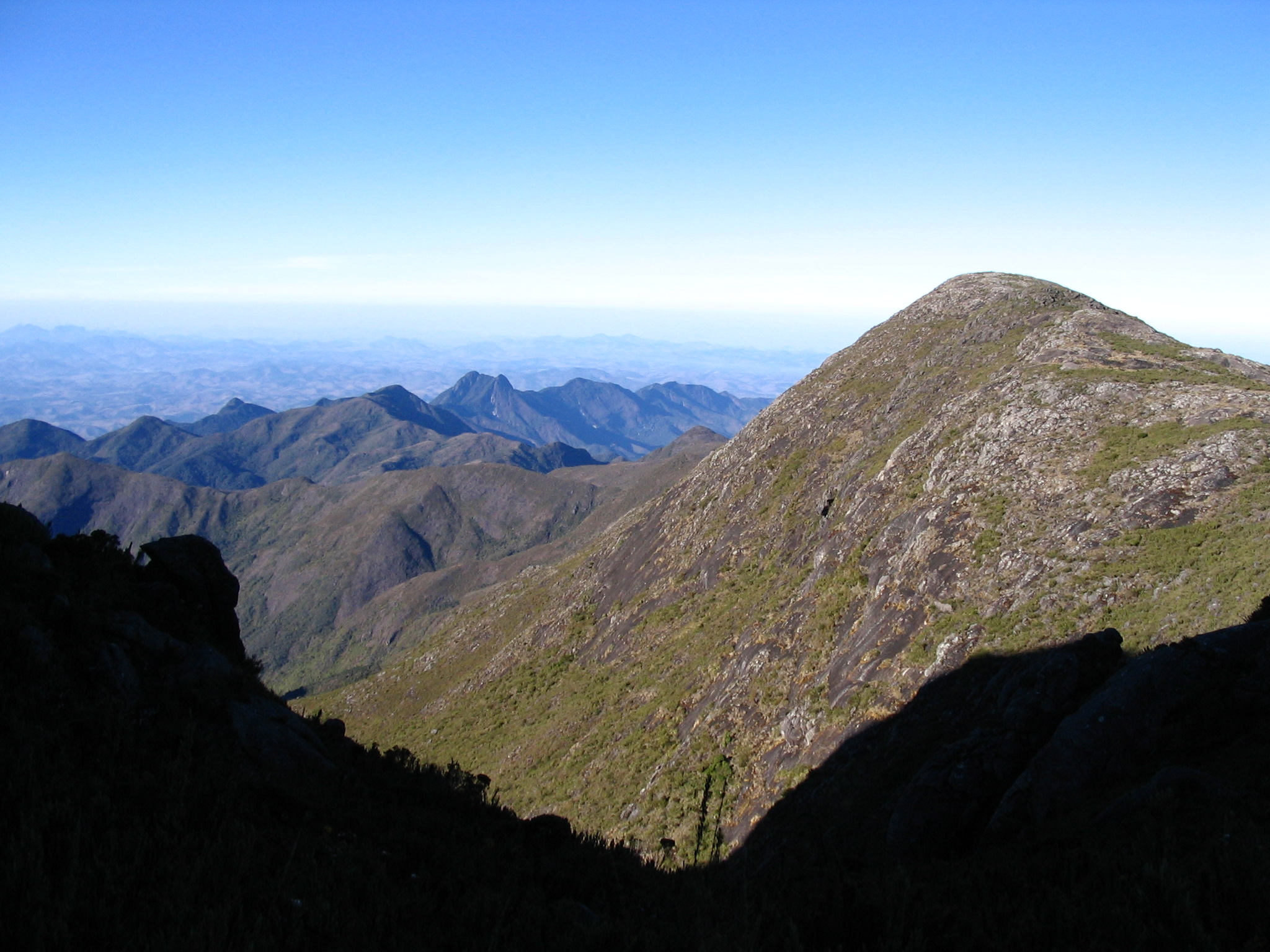
Pico da Bandeira, ponto Culminante do estado, com 2.892 m de altitude e o 3° maior pico do Brasil.

O relevo do estado é constituído por três unidades: a Baixada Espírito-santense, a Serra do Castelo e a Serra do Caparaó.
O Relevo do estado, é formado por rochas cristalinas, sobretudo gnaisses e granitos, à nordeste do Rio Doce o relevo é de origem sedimentar, à noroeste do Rio Doce o relevo também é formado por gnaisses e granitos.
De largura variável, a Baixada Espírito-santense acompanha toda a costa capixaba,da fronteira com a Bahia até o limite com o Rio de Janeiro.
A segunda unidade do relevo são os planaltos, que ocupam 60% do território do estado. Tem uma altitude média de 758 m. As zonas montanhosas são em geral,cortadas por numerosos cursos d'água,que nascem na região devido os altos índices de precipitação pluviométrico (chuvas), esses rios, cavam profundos vales,criando um relevo único. O Espírito Santo é coroado por maciços montanhosos, e entre os quais se destacam, os picos da Serra do Caparaó. Nela estão localizados o Pico da Bandeira (2.892m), ponto culminante do estado e da Região Sudeste e o terceiro ponto mais alto de todo o país, localizado no município capixaba de Ibitirama, e o Pico do Calçado (2.849 m). Em Castelo está o Pico do Forno Grande, um imponente afloramento rochoso com 2.070m, ponto mais alto da Serra do Castelo, existem vários afloramentos menores, mais não menos importantes, como a Pedra das Flores e a Pedra Azul, com respectivamente 1909 e 1822 m. Em seu topo, há um micro-clima super-úmido, por passar a maior parte do tempo encoberta pelas nuvens, lá existem cerca de 50 espécies de orquídeas e bromélias. A região, possui muitos lagos e cursos d'água e tem ainda uma forte neblina, que atinge a região principalmente no Outono e na Primavera.

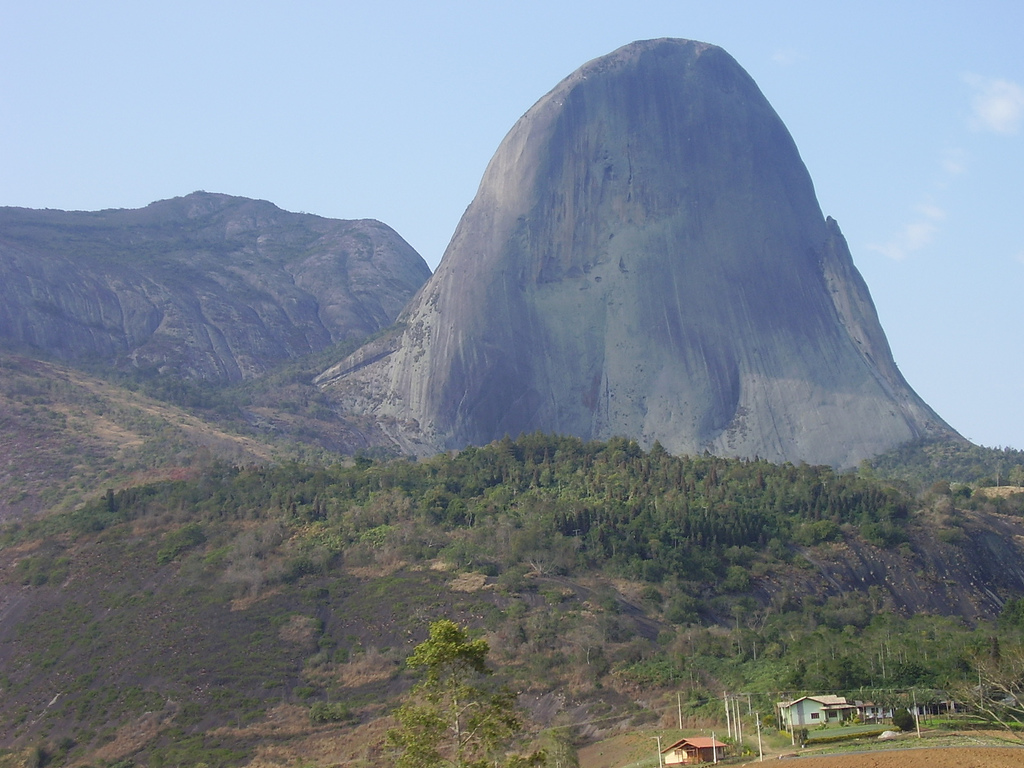
Pedra Azul.

Ao norte do Rio Doce, as altitudes diminuem sensivelmente, porém apresentam-se algumas elevações rochosas, os pontões, impropriamente chamados de serras, entre as quais a do Serra do Pancas e a do Serra do Cunha, porém mesmo lá, existem alguns pontos acima dos 1500 m em Mantenópolis, e municípios acima dos 600 m como é o caso de Marilândia, Pinheiros e Ecoporanga, e vários municípios com pontos acima dos 1000m, como Linhares e Colatina.
Na região da Serra do Caparaó, está localizado o maior desnível do Brasil, com variação de 2892 m em sua cota máxima, para 997 m na sua menor altitude.
As áreas de planalto do Espírito Santo, são denominadas de Serra Capixaba porém as serras que existem no estado são:
- "Serra Litorânea do sul do Espírito Santo", não confundir com a Serra do Mar, que se inicia em Santa Catarina e Termina no estado do Rio de Janeiro, localizada apenas em Mimoso do Sul, extremo sul do estado, com ponto mais elevado à 1908 m.
- Serra do Caparaó, localizada no sudoeste do estado, abrange 7 municípios capixabas, apresenta um relevo bastante acidentado, com muitos picos e ondulações, apresenta as maiores altitudes do estado e até do Brasil, lá se localiza o Pico da Bandeira (2892m), ponto culminante do estado.
- Serra do Aimorés, Localizada no Noroeste do estado, apresenta as menores cotas de altitude, não passando dos 1.500m, abrange toda a Microrregião da Barra de São Francisco e o município de Ponto Belo.
- Serra do Castelo, é a de maior extensão territorial do estado, ocupando praticamente toda a região central do Espírito Santo, abrange mais de 20 municípios, tem altitude regular, o ponto mais alto possuí 2.070 m de altitude. A Serra do Castelo termina nas proximidades do Rio Doce, porém alguns prolongamentos são notados em Pancas, Marilândia, Colatina, Linhares e Pinheiros.

## Vegetação

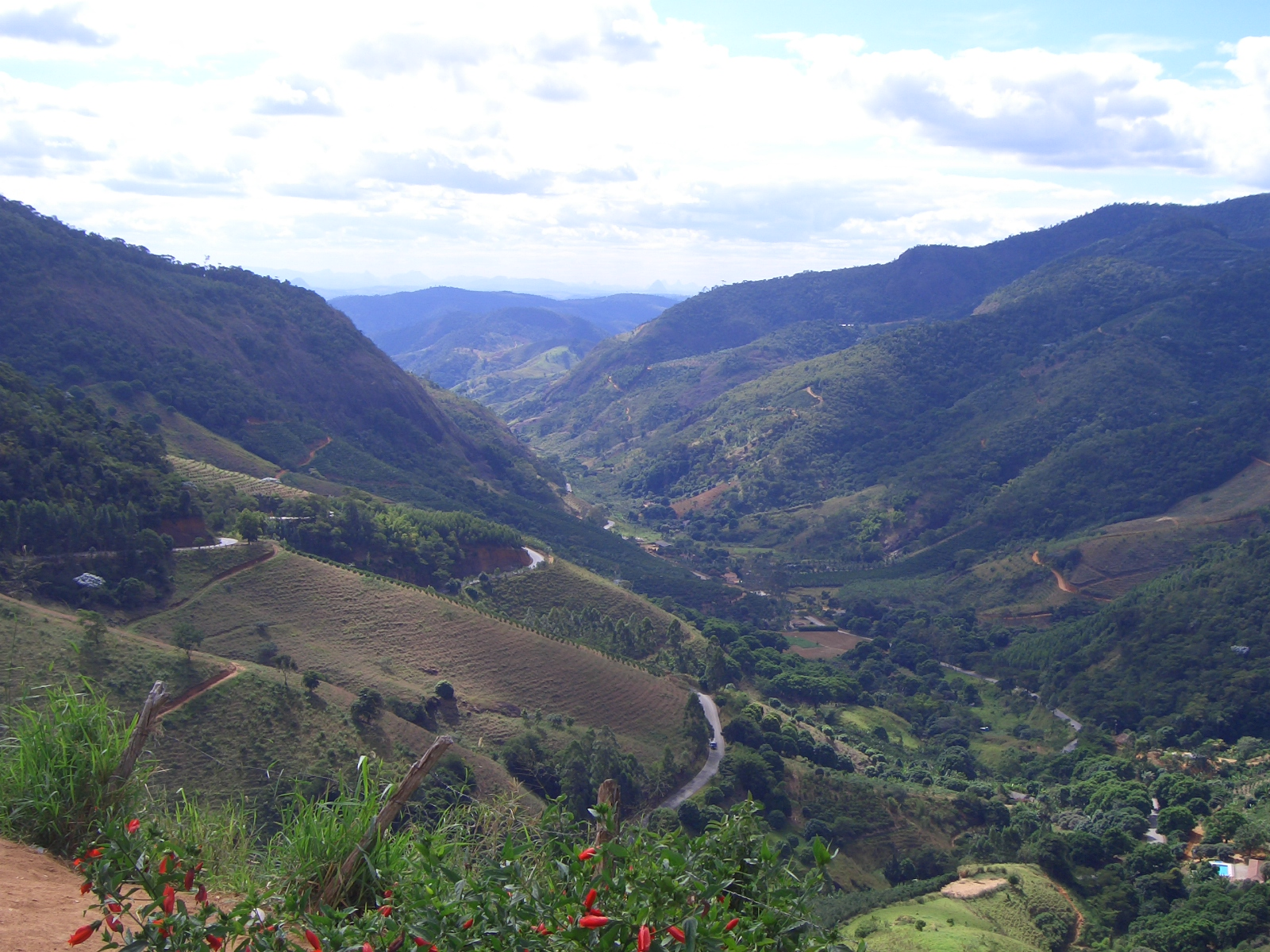
Vale do Canaã, típica paisagem na região central do Espírito Santo.

O Espírito Santo está incluído em sua totalidade no bioma da Mata Atlântica, apresentando desde fitofisionomias florestais em áreas com altitude menor, até fitofisionomias abertas, em áreas com maior altitude. Entre as fitosionomias florestais destacam-se a floresta ombrófila densa, que ocupava quase 70% do estado, e a floresta estacional semidecidual, que ocupava cerca de 23%. A floresta ombrófila aberta, mais rara, ocupava cerca de 3% do estado, sendo encontrada no sudeste e noroeste. Do ponto de vista geológico, o Espírito Santo é dividido em zona de tabuleiros, zona serrana e planície costeira, com extrema influência na vegetação encontrada nessas zonas.
As floresta úmidas da zona de tabuleiros (abaixo de 300 m de altitude) do norte do Espírito Santo e sul da Bahia frequentemente são chamadas de "mata de tabuleiro", e apresentam pouca vegetação rasteira, muitas epífitas e lianas. As árvores podem ter até 30 m de altura e a primeira vista, essa floresta apresenta semelhanças com a Floresta Amazônica. Hoje em dia, a mata de tabuleiro só é encontrada em bom estado de conservação na Reserva Biológica de Sooretama e na Reserva Natural Vale.
É possível encontrar áreas de savana em uma pequena porção da Reserva Natural Vale, ocupando apenas 30 km².  No litoral, também observa-se a presença de restingas e mangues, principalmente ao norte do rio Doce, as denominadas formações pioneiras. Muitas vezes, as restingas limitam-se apenas às praias, mas podem avançar para o interior, unindo-se com as matas de tabuleiros.
A zona serrana, localizada em terras altas e vales do interior ao sul do rio Doce principalmente, possui desde florestas com muita vegetação rasteira (entre 300 e 2 000 m de altitude), até campos de altitude, acima dos 2 000  m. Alguns autores denominam essa vegetação de "floresta pluvial atlântica". Principalmente na Serra do Caparaó, encontra-se uma vegetação aberta denominada campo rupestre, ainda muito pouco estudada pela ciência e que vem se mostrando ser um ecossistema único.
Atualmente, a vegetação nativa do Espírito Santo está reduzida a menos de 15% da cobertura original: em 2011, calculava-se que havia apenas 5 107,53 km² de florestas, o que totalizava cerca de 11,07%. Grande parte foi desmatada para se obter carvão vegetal e para plantar café, Eucalyptus e pinheiros. No litoral, o desmatamento se deu principalmente para ocupação urbana, em áreas de restinga e manguezais. Os principais remanescentes contínuos localizam-se em Linhares e Sooretama (Reserva Biológica de Sooretama e Reserva Natural Vale) e no Parque Nacional do Caparaó. Entretanto, de forma geral, os remanescentes de vegetação são pequenos fragmentos, muitas vezes concentrados em regiões serranas. Existe uma parte da vegetação que foi preservada por conta da cultura de cacau sombreado, na foz do rio Doce.
Por conta de sua semelhança, principalmente na parte norte do estado, com o sul da Bahia, a Mata Atlântica capixaba está incluída em um projeto de corredor ecológico que visa integrar as unidades de conservação desse estado com os do sul baiano, o chamado "Corredor Central da Mata Atlântica".

## Clima

Espírito Santo segundo Köppen.

O estado sofre influência tanto da Fria Corrente das Malvinas quanto da quente Corrente do Brasil. A Corrente do Brasil, que é quente, exerce influência sobre toda o litoral norte de vitória (a partir da capital Vitória), porém mesmo assim não consegue deixar o clima desses locais mais úmido. Mesmo terminando em meados do estinge o estado por meio de uma faixa de resurgência (reaparecimento), que vai de Presidente Kennedy até próximo de Vitória, o que deixa todo o estado, com clima muito mais seco, (atingindo cerca de 700mm de precipitação em Ecoporanga) e com invernos muito mais frios. No verão, a Corrente do Brasil ganha força e a ressurgência da Corrente das Malvinas desaparece, deixando o estado com verões muito quentes, o que gera bruscas alterações climáticas.

## Hidrografia
O principal rio do Espírito Santo é o Doce, com 977 km de comprimento. Nasce em Minas Gerais e desagua no oceano Atlântico, no litoral do município de Linhares, depois de atravessar o estado de oeste para leste.
Outros rios importantes são o Itabapoana, que separa o Espírito Santo do Rio de Janeiro, o Itapemirim, o Itaúnas, o Jucu, o Santa Maria da Vitória, que desemboca na baía de Vitória, e o São Mateus, no norte do estado.
O município do estado com mais lagoas é Linhares, com 69 lagoas e lagos em sua extensão, não há uma lista ou contagem das lagoas do estado. Existe apenas uma estimativa de que existam aproximadamente 400 lagoas, lagos, e alagadiços em todo o estado.
As principais lagoas do Espírito Santo são a Juparanã (a maior do estado), Juparanã-Mirim, Suçuraca, Monsarás, do Cupido, do Durão e da Águia (todas no Município de Linhares), o município de Linhares possui a maior área do estado, e é um dos mais extensos do Brasil.
Rios existentes no estado
| - Rio Benevente - Rio Cotaxé - Rio Doce - Rio Guandu - Rio Itabapoana - Rio Itapemirim - Rio Itaúnas - Rio Jucu | - Rio Novo - Rio Pancas - Rio Preto - Rio Reis Magos‎ - Rio São José (Espírito Santo) - Rio Santa Maria da Vitória - Rio Santa Maria do Doce (Santa Teresa) - Rio São Mateus (Rio Cricaré) |

## Litoral
O litoral capixaba é rochoso ao sul, com falésias de arenito, e também na parte central, com grandes morros e afloramentos graníticos a beira mar, o litoral sul-central é muito recortado com muitas enseadas e baias protegidas por rochas e afloramentos rochosos a beira mar, é arenoso ao norte, com praias cobertas por uma vegetação rasteira e extensas dunas, principalmente em Itaúnas e Conceição da Barra. A 1.140 quilômetros da costa, em pleno Oceano Atlântico, encontram-se a Ilha da Trindade (12,5 km²) e as Ilha de Martim Vaz, situadas a 30 quilômetros de Trindade. Essas ilhas estão sob a administração do Espírito Santo.
O estado possui um litoral mais recortado no centro-sul, e mais mar aberto no norte, o que faz a maior parte das ilhas se concentrarem na parte central do estado, porém o estado possui várias ilhas. Ao todo, são 73 ilhas localizadas na costa do estado, sendo 50 localizadas na capital vitoria  

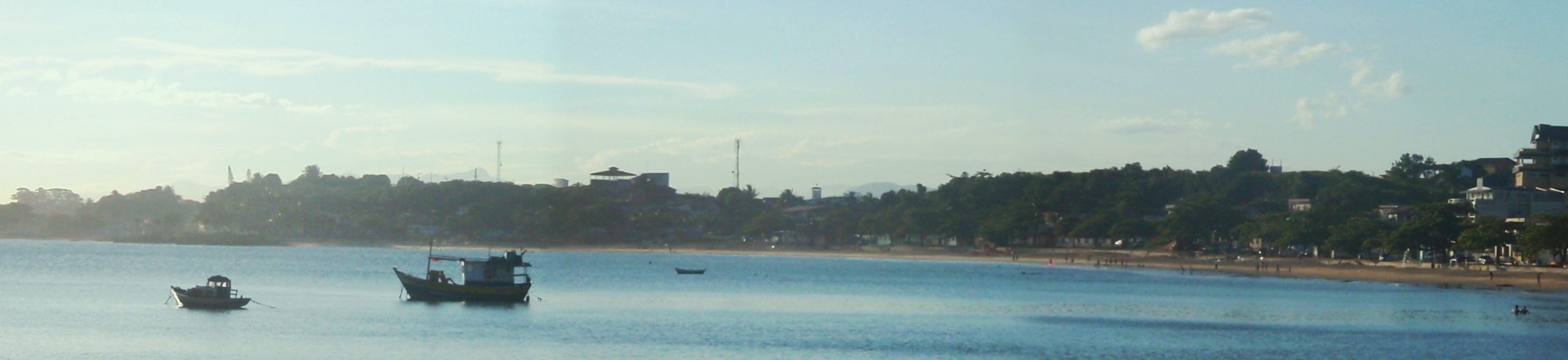
Panorama da orla de Ubu, no município de Anchieta.

## Ecologia
No Espírito Santo, o IBAMA administra dezessete unidades de conservação: dois parques nacionais, seis reservas biológicas, três reservas particulares do patrimônio natural, duas áreas de proteção ambiental, uma estação ecológica e três florestas nacionais.